# Tathiana Garbin
Tathiana Garbin (Mestre, 30 juni 1977) is een voormalig professioneel tennisspeelster uit Italië. Garbin begon met tennis toen zij drie jaar oud was. Haar favoriete ondergrond is gravel en hardcourt. Zij speelt rechtshandig en heeft een enkelhandige backhand. Zij was actief in het internationale tennis van 1996 tot 2011.

## Loopbaan

### Enkelspel
Garbin werd prof op 4 oktober 1996 en debuteerde in de WTA-tour in 1998 op het toernooi van Boedapest. Haar eerste grandslam-optreden was tijdens het Australian Open van 1999. Zij wist in haar carrière vijf WTA-finales te bereiken, waarvan zij er één won: Boedapest in 2000 – in de finale versloeg zij de Nederlandse Kristie Boogert. Daarnaast won zij tien titels in het ITF-circuit. Haar beste resultaat op een grandslamtoernooi is het bereiken van de vierde ronde op Roland Garros 2007 – zij verloor toen van de Tsjechische Nicole Vaidišová. Haar hoogste positie op de WTA-ranglijst is de 22e plaats, die zij bereikte in mei 2007.

### Dubbelspel
Haar eerste grandslam-optreden was tijdens Wimbledon van 1998. In het dubbelspel won zij elf titels op de WTA-tour, waarvan vier met de Slowaakse Janette Husárová en drie met de Zwitserse Timea Bacsinszky. Daarnaast won zij elf titels in het ITF-circuit. Haar beste resultaat op de grandslamtoernooien is het bereiken van de kwartfinale op Wimbledon 2009, samen met de Duitse Kristina Barrois. Haar hoogste positie op de WTA-ranglijst is de 25e plaats, die zij bereikte in augustus 2001.

#### Gemengd dubbelspel
In deze discipline bereikte zij eveneens een kwartfinale, op Roland Garros 2010, samen met de Pool Marcin Matkowski.

### Tennis in teamverband
Garbin kwam uit voor het Italiaanse Fed Cup team in 1999-2000, 2003-05 en in 2007 – zij vergaarde daar een winst/verlies-balans van 6–7. Ook maakte zij deel uit van het Italiaanse Olympische team in Sydney (2000) en Athene (2004).
Na het Australian Open van 2011 trok zij zich definitief terug uit het professionele tenniscircuit.

## Posities op deWTA-ranglijst
Positie per einde seizoen:
| jaar | rang enkelspel | rang dubbelspel |
| ---- | -------------- | --------------- |
| 1994 | 926            | 736             |
| 1995 | 709            | 738             |
| 1996 | 492            | 381             |
| 1997 | 206            | 301             |
| 1998 | 152            | 139             |
| 1999 | 117            | 175             |
| 2000 | 40             | 52              |
| 2001 | 90             | 44              |
| 2002 | 72             | 42              |
| 2003 | 84             | 51              |
| 2004 | 58             | 81              |
| 2005 | 86             | 42              |
| 2006 | 40             | 63              |
| 2007 | 37             | 33              |
| 2008 | 57             | 128             |
| 2009 | 59             | 63              |
| 2010 | 87             | 31              |

## Palmares
| Legenda                | Legenda                  |
| ---------------------- | ------------------------ |
| Grandslamtoernooi      |                          |
| Olympische Spelen      |                          |
| Year-End Championships |                          |
| tot 2009               | 2009 – 2020 / vanaf 2021 |
| Tier I                 | Premier Mandatory        |
| Tier II                | Premier Five / WTA 1000  |
| Tier III               | Premier / WTA 500        |
| Tier IV & V            | International / WTA 250  |
|                        | Challenger / WTA 125     |

### WTA-finaleplaatsen enkelspel
| nr.              | finale     | toernooi      | ondergrond | tegenstandster          | score               |         |
| ---------------- | ---------- | ------------- | ---------- | ----------------------- | ------------------- | ------- |
| gewonnen finales |            |               |            |                         |                     |         |
| 1.               | 2000-04-23 | WTA Boedapest | gravel     | Kristie Boogert         | 6-2, 7-6            | details |
| verloren finales |            |               |            |                         |                     |         |
| 1.               | 2000-02-13 | WTA Bogota    | gravel     | Patricia Wartusch       | 6-4, 1-6, 4-6       | details |
| 2.               | 2005-07-17 | WTA Modena    | gravel     | Anna Smashnova          | 6-6, opg.           | details |
| 3.               | 2006-07-23 | WTA Palermo   | gravel     | Anabel Medina Garrigues | 4-6, 4-6            | details |
| 4.               | 2007-02-25 | WTA Bogota    | gravel     | Roberta Vinci           | 7-6, 4-6, 3-0, opg. | details |

### WTA-finaleplaatsen vrouwendubbelspel
| nr.              | finale     | toernooi        | ondergrond    | partner                 | tegenstandsters                                     | score            |         |
| ---------------- | ---------- | --------------- | ------------- | ----------------------- | --------------------------------------------------- | ---------------- | ------- |
| gewonnen finales |            |                 |               |                         |                                                     |                  |         |
| 01.              | 2000-05-14 | WTA Warschau    | gravel        | Janette Husárová        | Iroda Tulyaganova Hanna Zaporozjanova               | 6-3, 6-1         | details |
| 02.              | 2001-02-25 | WTA Bogota      | gravel        | Janette Husárová        | Laura Montalvo Paola Suárez                         | 6-4, 2-6, 6-4    | details |
| 03.              | 2001-04-22 | WTA Boedapest   | gravel        | Janette Husárová        | Zsófia Gubacsi Dragana Zarić                        | 6-1, 6-3         | details |
| 04.              | 2001-07-15 | WTA Palermo     | gravel        | Janette Husárová        | María José Martínez Sánchez Anabel Medina Garrigues | 4-6, 6-2, 6-4    | details |
| 05.              | 2002-01-12 | WTA Hobart      | hardcourt     | Rita Grande             | Catherine Barclay Christina Wheeler                 | 6-2, 7-6         | details |
| 06.              | 2002-05-05 | WTA Bol         | gravel        | Angelique Widjaja       | Jelena Bovina Henrieta Nagyová                      | 7-5, 3-6, 6-4    | details |
| 07.              | 2003-01-11 | WTA Canberra    | hardcourt     | Émilie Loit             | Dája Bedáňová Dinara Safina                         | 6-3, 3-6, 6-4    | details |
| 08.              | 2005-01-15 | WTA Canberra    | hardcourt     | Tina Križan             | Gabriela Navrátilová Michaela Paštiková             | 7-5, 1-6, 6-4    | details |
| 09.              | 2010-07-11 | WTA Boedapest   | gravel        | Timea Bacsinszky        | Sorana Cîrstea Anabel Medina Garrigues              | 6-3, 6-3         | details |
| 10.              | 2010-07-18 | WTA Praag       | gravel        | Timea Bacsinszky        | Monica Niculescu Ágnes Szávay                       | 7-5, 7-6         | details |
| 11.              | 2010-10-24 | WTA Luxemburg   | hardcourt (i) | Timea Bacsinszky        | Iveta Benešová Barbora Záhlavová-Strýcová           | 6-4, 6-4         | details |
| verloren finales |            |                 |               |                         |                                                     |                  |         |
| 1.               | 2002-07-14 | WTA Brussel     | gravel        | Arantxa Sánchez Vicario | Barbara Schwartz Jasmin Wöhr                        | 2-6, 6-0, 4-6    | details |
| 2.               | 2002-08-24 | WTA New Haven   | hardcourt     | Janette Husárová        | Daniela Hantuchová Arantxa Sánchez Vicario          | 3-6, 6-1, 5-7    | details |
| 3.               | 2007-05-13 | WTA Berlijn     | gravel        | Roberta Vinci           | Lisa Raymond Samantha Stosur                        | 3-6, 4-6         | details |
| 4.               | 2007-05-20 | WTA Rome        | gravel        | Roberta Vinci           | Nathalie Dechy Mara Santangelo                      | 4-6, 1-6         | details |
| 5.               | 2010-01-15 | WTA Sydney      | hardcourt     | Nadja Petrova           | Cara Black Liezel Huber                             | 1-6, 6-3, [3-10] | details |
| 6.               | 2010-04-17 | WTA Barcelona   | gravel        | Timea Bacsinszky        | Sara Errani Roberta Vinci                           | 1-6, 6-3, [2-10] | details |
| 7.               | 2010-07-25 | WTA Bad Gastein | gravel        | Timea Bacsinszky        | Lucie Hradecká Anabel Medina Garrigues              | 7-6, 1-6, [5-10] | details |

## Resultaten grandslamtoernooien
| Legenda | Legenda                          |
| ------- | -------------------------------- |
| g.t.    | geen toernooi gehouden           |
| l.c.    | lagere categorie                 |
| –       | niet deelgenomen                 |
| G       | uitgeschakeld in de groepsfase   |
| 1R      | uitgeschakeld in de eerste ronde |
| 2R      | uitgeschakeld in de tweede ronde |
| 3R      | uitgeschakeld in de derde ronde  |
| 4R      | uitgeschakeld in de vierde ronde |
| KF      | uitgeschakeld in de kwartfinale  |
| HF      | uitgeschakeld in de halve finale |
| F       | de finale verloren               |
| W       | het toernooi gewonnen            |
| w-v     | winst/verlies-balans             |

### Enkelspel
| Toernooi        | 1999 | 2000 | 2001 | 2002 | 2003 | 2004 | 2005 | 2006 | 2007 | 2008 | 2009 | 2010 | 2011 |
| --------------- | ---- | ---- | ---- | ---- | ---- | ---- | ---- | ---- | ---- | ---- | ---- | ---- | ---- |
| Australian Open | 1R   | 1R   | 1R   | 2R   | 2R   | 1R   | 2R   | 1R   | 3R   | 2R   | 2R   | 3R   | 1R   |
| Roland Garros   | –    | 3R   | 2R   | 2R   | 2R   | 3R   | 2R   | 3R   | 4R   | 1R   | 3R   | 2R   | –    |
| Wimbledon       | –    | 1R   | 1R   | 1R   | 1R   | 1R   | 1R   | 2R   | 2R   | 1R   | 2R   | 1R   | –    |
| US Open         | –    | 3R   | –    | 1R   | 2R   | 2R   | 1R   | 2R   | 1R   | 3R   | 2R   | 1R   | –    |

### Vrouwendubbelspel
| Toernooi        | 1998 | 1999 | 2000 | 2001 | 2002 | 2003 | 2004 | 2005 | 2006 | 2007 | 2008 | 2009 | 2010 | 2011 |
| --------------- | ---- | ---- | ---- | ---- | ---- | ---- | ---- | ---- | ---- | ---- | ---- | ---- | ---- | ---- |
| Australian Open | –    | 1R   | 3R   | 2R   | 2R   | 2R   | 1R   | 2R   | 2R   | 2R   | 2R   | 1R   | 2R   | 2R   |
| Roland Garros   | –    | –    | 1R   | 1R   | 3R   | 3R   | 2R   | 2R   | 1R   | 1R   | 1R   | 1R   | 1R   | –    |
| Wimbledon       | 1R   | –    | 1R   | 3R   | 1R   | 2R   | 2R   | 1R   | 3R   | 1R   | 1R   | KF   | 2R   | –    |
| US Open         | –    | –    | 3R   | –    | 1R   | 1R   | 3R   | 2R   | 1R   | 3R   | 2R   | 1R   | 3R   | –    |

### Gemengd dubbelspel
| Australian Open | –  | –  | –  | –  | –  | –  | 1R | –  |
| Roland Garros   | –  | 2R | –  | –  | –  | –  | 2R | KF |
| Wimbledon       | 2R | 2R | 2R | 1R | 2R | 1R | –  | 2R |
| US Open         | –  | –  | –  | –  | –  | 1R | –  | –  |